# Терри, Дейлен
Дейлен Ли Терри (англ. Dalen Lee Terry; род. 12 июля 2002, Финикс) — американский профессиональный баскетболист клуба НБА «Чикаго Буллз».

## Карьера в школе
Терри родом из Финикса, штат Аризона, и учился в средней школе Корона дель Сол в Темпе, штат Аризона, где играл с товарищами по команде Алексом Баркелло и Сэйбеном Ли, прежде чем перейти в подготовительную школу Хиллкрест в Финиксе. За два года в новой школе он в среднем набирал 15,8 очков, 7,4 подбора, 10,3 передачи, 3,7 перехвата и 1,9 блока за игру. Терри играл в Любительском спортивнои союзе за команду «Комптон Мэджик» с другими игроками конференции Pac-12, такими как Джонни Джузэнг, Айзея Мобли, Эван Мобли и Оньека Оконгву.
Терри был единогласно признанным четырехзвездочным новичком в классе 2020 года и 46-м игроком в общем зачете, согласно сайту 247Sports. 23 июля 2019 года он взял на себя обязательство играть в студенческий баскетбол за «Аризону», став первым новобранцем в классе 2020 года для «Уайлдкэтс». Терри отклонил предложения от «Аризона Стэйт», «Арканзаса», Калифорнии, «Колорадо», УСК, «Юты» и «Вандербильта». К нему в классе 2020 года присоединились Беннедикт Матурин, Ажулас Тубелис и Керр Крииса.

## Карьера в колледже
Будучи новичком в «Аризоне», Терри появился во всех 26 играх за «Уайлдкэтс», выйдя в стартовом составе в 14 из них и набирая в среднем 4,6 очков, 3,2 подбора, 1,5 передачи за игру. В игре против «Аризона Стэйт» он набрал рекордные 13 очков, реализовав 3 из трёхочковых броска. «Аризона» была подвергнута запрету в конце сезона, поэтому Терри не сыграл в турнире конференции Pac-12 и турнире NCAA.
В своём втором сезоне Терри начал все 37 игр за «Уайлдкэтс», в которых он в среднем набирал 8 очков, 4,8 подборов, 3,9 передач и 1,2 перехвата за игру. Он занял второе место в конференции по соотношению передач к потерям (2,84), шестое место по передачам за игру (3,92), восьмое место по проценту попаданий с игры (50,2) и девятое место по перехватам за игру (1,24). Он стал одним из выдающихся защитников в конференции, за что был включён в оборонительную сборную. Терри помог «Аризоне» достичь результата 33–4, выиграв регулярный сезон конференции Pac-12 и турнир Pac-12 2022 года. «Аризона» вернулась в турнир NCAA впервые с 2018 года. Терри набрал рекордные в карьере 17 очков в своей последней игре против «Хьюстона». 22 апреля 2022 года он подал заявку на драфт НБА 2022 года, сохранив при этом право на поступление в колледж. Позже он решил остаться на драфте.

## Карьера в НБА

### «Чикаго Буллз» (2022—настоящее время)
Терри был выбран командой «Чикаго Буллз» под общим 18-м номером на драфте НБА 2022 года. 8 июля 2022 года он подписал контракт новичка с «Буллз».

## Статистика

### Статистика в НБА
| Сезон                                                                                    | Команда | Регулярный сезон | Регулярный сезон | Регулярный сезон | Регулярный сезон | Регулярный сезон | Регулярный сезон | Регулярный сезон | Регулярный сезон | Регулярный сезон | Регулярный сезон | Регулярный сезон | Серия плей-офф | Серия плей-офф | Серия плей-офф | Серия плей-офф | Серия плей-офф | Серия плей-офф | Серия плей-офф | Серия плей-офф | Серия плей-офф | Серия плей-офф | Серия плей-офф |
| Сезон                                                                                    | Команда | GP               | GS               | MPG              | FG%              | 3P%              | FT%              | RPG              | APG              | SPG              | BPG              | PPG              | GP             | GS             | MPG            | FG%            | 3P%            | FT%            | RPG            | APG            | SPG            | BPG            | PPG            |
| ---------------------------------------------------------------------------------------- | ------- | ---------------- | ---------------- | ---------------- | ---------------- | ---------------- | ---------------- | ---------------- | ---------------- | ---------------- | ---------------- | ---------------- | -------------- | -------------- | -------------- | -------------- | -------------- | -------------- | -------------- | -------------- | -------------- | -------------- | -------------- |
| 2022/23                                                                                  | Чикаго  | 38               | 0                | 5,6              | 44,4             | 25,9             | 66,7             | 1,0              | 0,6              | 0,3              | 0,1              | 2,2              | Не участвовал  | Не участвовал  | Не участвовал  | Не участвовал  | Не участвовал  | Не участвовал  | Не участвовал  | Не участвовал  | Не участвовал  | Не участвовал  | Не участвовал  |
| 2023/24                                                                                  | Чикаго  | 59               | 2                | 11,5             | 43,9             | 23,0             | 58,1             | 1,9              | 1,4              | 0,5              | 0,3              | 3,1              | Не участвовал  | Не участвовал  | Не участвовал  | Не участвовал  | Не участвовал  | Не участвовал  | Не участвовал  | Не участвовал  | Не участвовал  | Не участвовал  | Не участвовал  |
| 2024/25                                                                                  | Чикаго  | 73               | 5                | 13,5             | 44,8             | 35,6             | 71,0             | 1,7              | 1,3              | 0,6              | 0,2              | 4,5              | Не участвовал  | Не участвовал  | Не участвовал  | Не участвовал  | Не участвовал  | Не участвовал  | Не участвовал  | Не участвовал  | Не участвовал  | Не участвовал  | Не участвовал  |
|                                                                                          | Всего   | 170              | 7                | 11,1             | 44,5             | 29,8             | 66,2             | 1,6              | 1,2              | 0,5              | 0,2              | 3,5              | Не участвовал  | Не участвовал  | Не участвовал  | Не участвовал  | Не участвовал  | Не участвовал  | Не участвовал  | Не участвовал  | Не участвовал  | Не участвовал  | Не участвовал  |
| Наведите курсор мыши на аббревиатуры в заголовке таблицы, чтобы прочесть их расшифровку. |         |                  |                  |                  |                  |                  |                  |                  |                  |                  |                  |                  |                |                |                |                |                |                |                |                |                |                |                |

### Статистика в NCAA
| Сезон | Команда | Conf   | Class | GP | GS | MPG  | FG%  | 3P%  | FT%  | RPG | APG | SPG | BPG | PPG |
| --- | ------- | ------ | ----- | -- | -- | ---- | ---- | ---- | ---- | --- | --- | --- | --- | --- |
| 2020/21 | Аризона | Pac-12 | FR    | 26 | 14 | 20,7 | 41,5 | 32,6 | 61,4 | 3,2 | 1,5 | 0,7 | 0,4 | 4,6 |
| 2021/22 | Аризона | Pac-12 | SO    | 37 | 37 | 27,8 | 50,2 | 36,4 | 73,6 | 4,8 | 3,9 | 1,2 | 0,3 | 8,0 |
| Всего | Всего   | Всего  | Всего | 63 | 51 | 24,9 | 47,7 | 35,0 | 68,0 | 4,2 | 2,9 | 1,0 | 0,3 | 6,6 |
| Наведите курсор мыши на аббревиатуры в заголовке таблицы, чтобы прочесть их расшифровку Статистика приведена с сайта sports-reference.com |         |        |       |    |    |      |      |      |      |     |     |     |     |     |